# حدرجية أجمية
حدرجية أجمية (الاسم العلمي:Clitocybe caespitosa) هي نوع من الفطريات تتبع جنس الحدرجية من الفصيلة الهدبانية.